# Брент (нафтове родовище)

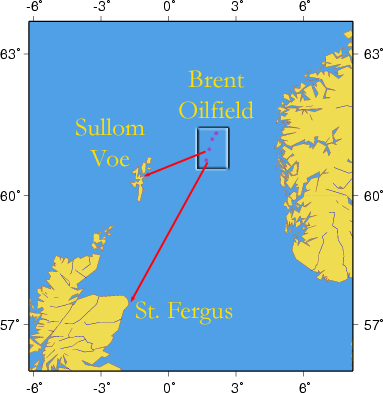
Географічне положення

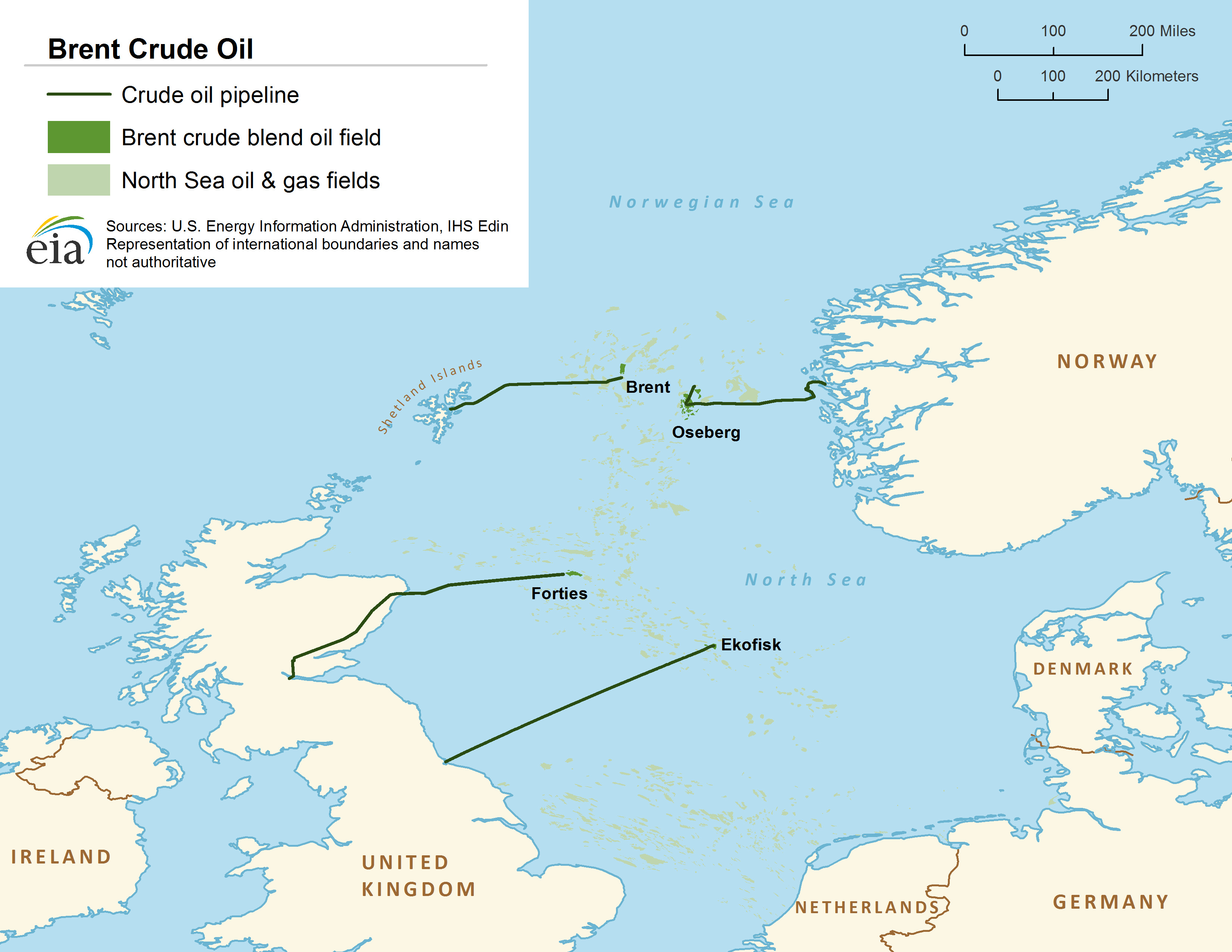
Мапа родовища

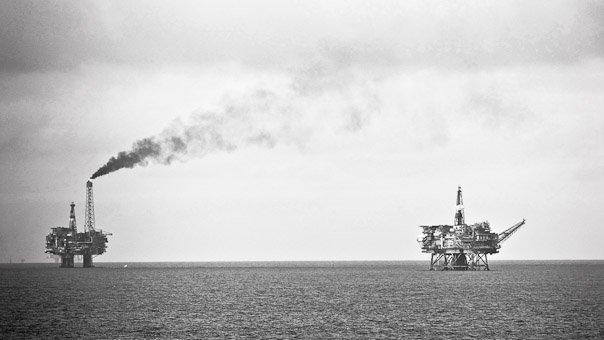
Платформи Brent Bravo (Brent B, ліворуч) і Brent Alpha (Brent A, праворуч).

Нафтове родовище Брент розташоване в північній частині грабена Вікінг Центрально-Північноморської рифтової системи Північноморського нафтогазоносного басейну. Відкрито в липні 1971 року. Розробляється компанією Royal Dutch Shell.
Нафта родовища є одним з основних компонентів т.зв. суміші Brent, що є однією з основних еталонних сумішей нафти на світовому ринку.
Родовище експлуатується з 4 стаціонарних нафтових платформ: Brent Альфа Brent Bravo, Brent Чарлі, Brent Delta, встановлених в 1975-1978 майже уздовж лінії ПС-ССВ на відстані 2-5 км один від одного безпосередньо на морському дні (глибина моря в цьому районі становить близько 140 м.. 